# Michael Ellis (homme politique britannique)
Pour les articles homonymes, voir Michael Ellis et Ellis.
Michael Tyrone Ellis, né le 13 octobre 1967 à Northampton, est un homme politique britannique, membre du Parti conservateur et député de Northampton Nord de 2010 à 2024. 
Ellis sert dans le gouvernement de May comme leader adjoint de la Chambre des communes de 2016 à 2018, et sous-secrétaire d'État parlementaire aux arts, au patrimoine et au tourisme au ministère du numérique, de la culture, des médias et des sports de 2018 à 2019, et brièvement comme Ministre d'État aux transports en 2019. En septembre 2019, il est nommé au Conseil privé.
De 2019 à 2021, il est Avocat général pour l'Angleterre et le pays de Galles.

## Jeunesse et carrière
Michael Ellis est né à Northampton le 13 octobre 1967 dans une famille juive britannique. Il fait ses études privées dans deux écoles indépendantes: Spratton Hall Preparatory School, dans le village de Spratton et Wellingborough School, dans la ville de Wellingborough. Il étudie ensuite à l'Université de Buckingham, où il obtient un diplôme LLB en 1993, et remporte le prix du président du conseil de district d'Aylesbury Vale pour la meilleure interprétation en droit public cette année-là. À l'université, il est également rédacteur en chef du Denning Law Journal. Pendant ses études universitaires, Ellis effectue un programme d'échange aux États-Unis au Collège de William et Mary, Marshall-Wythe School of Law à Williamsburg, en Virginie. Après avoir fréquenté la Inns of Court School of Law de Londres, il est admis au Barreau de Middle Temple en 1993. Sa pratique juridique en tant qu'avocat est basée à Northampton et le siège social de son cabinet est à Londres.

## Carrière politique
Ellis se présente sans succès comme candidat conservateur dans le quartier de Park pour le conseil municipal de Northampton en 1995. Cependant, il est élu en 1997 comme conseiller conservateur du conseil du comté de Northamptonshire, représentant le quartier de Northampton Park (maintenant Parklands), remportant le siège de son rival du Parti travailliste par seulement 44 voix. Il sert jusqu'en mai 2001, date à laquelle il ne se représente pas. Au moment de son élection, il est le plus jeune conseiller du comté du Northamptonshire, à l'âge de 29 ans.
Ellis est le candidat parlementaire pour Northampton North en décembre 2006. Cela fait suite à un vote du public dans une primaire ouverte, qui est un mécanisme de sélection relativement inhabituel à l'époque. Ellis est élu au Parlement lors des Élections générales britanniques de 2010 remportant le siège avec une majorité de 1 936 voix et 34,1% des voix, battant la députée travailliste sortante, Sally Keeble.
En novembre 2010, Ellis créé un All Party Group sur le Jubilé de diamant d'Élisabeth II, qu'il préside pendant les trois années suivantes. Dans ce poste, Ellis est responsable de l'organisation d'un cadeau d'un vitrail des armoiries de la reine à la reine de la part des deux chambres du Parlement. Ellis est également responsable de l'organisation de la plantation d'un pommier rouge Windsor sur Speaker's Green au Parlement dans le cadre du projet Jubilee Woods de Woodland Trust.
En juillet 2010, il est élu pour la première fois au comité des textes réglementaires et travaille sur le projet de loi sur les données de communication pendant la session parlementaire 2012-2013. Ellis est interviewé à propos de ce projet de loi avec Jimmy Wales, cofondateur de Wikipédia, sur le programme Daily Politics le 11 décembre 2012. En février 2011, Ellis est élu pour la première fois au Comité spécial des affaires intérieures de la Chambre des communes,. Écrivant dans le journal The Independent, Ian Burrell décrit Ellis comme posant des questions dans une affaire avec "toute la gravité d'un procureur".
Le 25 septembre 2012, Ellis est nommé conseiller parlementaire de Lord Feldman d'Elstree, coprésident du Parti conservateur.
Le 11 septembre 2013, Ellis présente le projet de loi sur l'innovation médicale (no 2), un projet de loi d'initiative parlementaire à la Chambre des communes,. Le projet de loi est conçu pour donner aux médecins plus de latitude pour innover dans le traitement des patients atteints de cancer, mais il est fortement critiqué par une série d'organismes médicaux et juridiques, de groupes de patients et d'organismes de bienfaisance. Le projet de loi est retiré après sa première lecture à la suite d'une indication du gouvernement selon laquelle il l'appuierait. Bien que le député conservateur Dan Poulter, qui est sous-secrétaire d'État parlementaire au ministère de la Santé, ait laissé entendre en juillet 2014 que le gouvernement tenait à le soutenir, il n'a pas réussi à passer à la Chambre des communes après que les démocrates libéraux aient refusé de le soutenir.
Ellis est réélu aux élections générales de 2015. Il bat Sally Keeble par 3 245 voix (42 %) pour conserver son siège à la Chambre des communes.
En juillet 2016, Ellis est nommé whip adjoint et leader adjoint de la Chambre des communes.
Ellis est opposé au Brexit avant le référendum de 2016. Cependant, après le vote, il continue à soutenir l'accord sur le Brexit de Theresa May et vote contre l'exclusion d'un Brexit sans accord.
Ellis est réélu à nouveau aux élections générales de 2017. Cependant, sa majorité est réduite à 807 voix.
En tant que ministre des Arts en avril 2019, Ellis déclare Trésor national un dessin vieux de 500 ans de Lucas van Leyden d'une valeur de 11,4 millions de livres sterling dans le but de conserver l'œuvre d'art au Royaume-Uni ainsi que sur un cabinet baroque du XVIIe siècle par le fabricant romain Giacomo Herman et un clavecin unique du 18e siècle par Joseph Mahoon.